# Saint-Just-et-Vacquières
Saint-Just-et-Vacquières är en kommun i departementet Gard i regionen Occitanien i södra Frankrike. Kommunen ligger i kantonen Vézénobres som tillhör arrondissementet Alès. År 2022 hade Saint-Just-et-Vacquières 326 invånare.

## Befolkningsutveckling
Antalet invånare i kommunen Saint-Just-et-Vacquières
Referens:INSEE